# Borsthult
Borsthult [bœsːtəlːt]  är den nordligaste byn i Svartrå socken,  Falkenbergs kommun. Den ursprungliga bykärnan är belägen norr om länsväg 153 och gränsar i väster till Kushult i Rolfstorps socken, i norr mot Bokhult och Borrås i Nösslinge socken (båda i Varbergs kommun) samt i öster mot Grishult och Flähult i Ullareds socken. Byn har förbindelse söderut med socknen genom väg N 787.
De sydöstra delarna av sjön Svarten ligger även inom byns ägovidd. Det är denna sjö som gett namn åt Svartån som rinner upp i sjön och som möjligtvis gett socknen dess namn. Hela sjön Svarten och dessutom Svartån nedströms till och med Kalvsjön i grannbyn Högshult är efter regeringsbeslut 2001 ett Natura 2000-område. Andra insjöar delvis inom byns gränser är Boksjön och den nordvästligaste delen av Stora Mellsjön, vilka i likhet med sjön Svarten samtliga ingår i Ätrans huvudavrinningssystem.
Idag (2010) består byn genom avstyckningar åter av två lantbruksfastigheter, sju villor samt nio fritidshus, totalt nio hushåll.

## Historia
Byn Borsthult var ursprungligen 1 helt mantal skattehemman och finns först omnämnd 1592, och kallas i gamla jordeböcker Lars Torsgård. Gårdarna var ursprungligen två till antalet. Storskifte genomfördes år 1822 då byn hade växt till tre gårdar och laga skifte år 1871, varvid byn hunnit klyvas i hela sju olika hemmansdelar (gårdar) av vilka fyra tvingades flytta ut från den gamla bytomten.
Anna Götarsdotter, en piga från Borsthult, blev år 1668 mördad av åbon och änklingen Jöns Jönsson från Yttre Hjärtared i Ullareds socken, enligt en anteckning i kyrkoboken 1828 av kyrkoherde Billingdahl. Mordet avdömdes av Faurås häradsrätt. (Jöns hade gjort Anna med barn cirka 1660. Han dömdes till döden den 9 juli 1668).
År 1783 blev Olof Olofsson och Nils Nilsson i Borsthult åtalade vid Faurås häradsrätt för att myndigheterna på deras ägor hittat färsk drank i ”et ordenteligen inrättat Bränningsställe”, inrymt i ett gediget timmerhus med spis. Huset låg ca 700 m från gården, nära gränsen till ett annat hemman och nära Pärleån. Olof och Nils förnekade all kännedom om detta, t.o.m. om husets existens. Eftersom bara indicier talade mot dem fick de gå ed på sin oskuld. De blev därefter frikända.
Hela byn Borsthult blev sommaren 1801 nedbränd.

## Bebyggelsenamn
Såväl de ursprungliga gårdarna som de flesta av de gamla backstugorna och torpen har haft bebyggelsenamn. 
- Backalyckan (1973 – ). En villa. Namnet är nytt.
- Bokelyng (cirka 1867 – ). En gård. Numera avstyckad.
- Bredeljung (1815 – 1939). Ett torp, friköpt ca 1867. Numera ödegård.
- Dalahus (cirka 1895 – 1918). En undantagsstuga.
- Flyerna / Västeråsen (ca 1867 – 1935). Ett torp, friköpt 1892. Numera avstyckad fritidsbostad.
- Gräsåsen (ca 1877 – 1914). Ett torp.
- Gröneslätt (1871 – 1928). Ett torp. Obebott 1912 – 1918. Bostaden hitflyttad år 1899 från torpet Måstarna i Svartrå by.
- Hårsakärr (1853 – cirka 1870). Ett torp. Slogs samman med torpet Västeråsen (se nedan). Idag ligger boplatsen direkt under länsväg 153, cirka 150 m öster om vägskälet in till byn.
- Kalven (cirka 1867 – ). En gård.
- Lille Johannes (??  -  ). Ett torp
- Platsarna. En av de ursprungliga gårdarna, delad vid laga skifte och upphörde därmed.
- Tjuvakulla / Kullen (1853 – 1871). En backstuga.
- Västeråsen (namnet på två olika torp)
  - (1855 – 1888). Ett torp.
  - (cirka 1867 – 1924) Ett torp, hopslaget med Flyerna och Hårsakärr (se ovan) varvid en gård bildades.
- Åsen (1978 – ). Ett fritidshus. Namnet är nytt.